# São José do Rio Preto
São José do Rio Preto (port. for Sankt Josef af sorte flod) er en by og et amt (município) i den brasilianske delstat São Paulo.

## Ekstern henvisning
- Officiel Webside
- UNESP – University i Rio Preto
- Rio Preto at WikiMapia